# Aérodrome du Teniente Rodolfo Marsh Martin
L'aérodrome du Teniente Rodolfo Marsh Martin  (code IATA : TNM • code OACI : SCRM), se trouve sur l'Île du Roi-George. Administré par le Chili, c'est l'aérodrome le plus au nord du continent  antarctique. Il dessert le village voisin de Villa Las Estrellas et la base chilienne Presidente Eduardo Frei Montalva.
L'aéroport compte cinq petits bâtiments (hangar, tour de contrôle) et une petite aire de stationnement pour les avions.
C'est le seul aéroport de l'Antarctique à disposer d'un code AITA, ce qui en fait l'aéroport international le plus méridional du monde. En effet, il est desservi par divers vols publics, généralement dans un cadre touristique. Il n'y a pas de service public régulier vers l'aéroport, bien que Aerovías DAP propose des vols charters au départ de Punta Arenas .

## Statistiques
Pour des raisons techniques, il est temporairement impossible d'afficher le graphique qui aurait dû être présenté ici.

Voir la requête brute et les sources sur Wikidata.

### Zoom sur l'impact du covid de 2019-2020
Pour des raisons techniques, il est temporairement impossible d'afficher le graphique qui aurait dû être présenté ici.

Voir la requête brute et les sources sur Wikidata.

## Accidents et incidents
- 25 février 1992 - Ejército de Chile (Chili) CASA 235M-100 avec 11 à bord s'est écrasé à l'aéroport. Aucun décès ni blessé n'a été signalé. L'avion a été détruit.

## Voir également
- Transport au Chili
- Liste des aéroports au Chili
- Liste des aérodromes en Antarctique